# Surjoux
Surjoux era una comuna francesa situada en el departamento de Ain, de la región de Auvernia-Ródano-Alpes, que el 1 de enero de 2019 pasó a ser una comuna delegada de la comuna nueva de Surjoux-Lhopital.

## Geografía
Situada a orillas del río Ródano, en el límite con Alta Saboya. Era el límite superior tradicional para la navegación fluvial.
Dispone de estación de ferrocarril y de un puente de carretera sobre el río, si bien de escasa capacidad.

## Demografía
| 103 | 90 | 69 | 67 | 70 | 69 | 73 | 74 | 81 |
| Para los censos de 1962 a 1999 la población legal corresponde a la población sin duplicidades (Fuente: INSEE [Consultar]) |    |    |    |    |    |    |    |    |

## Historia
Su condición de límite superior de la navegabilidad del Ródano le llevó a disponer de depósitos de sal. Fue aduana entre 1815 y 1860 con la vecina Saboya, hasta la incorporación de ésta a Francia.
El 1 de enero de 2019, pasó a ser una comuna delegada de la comuna nueva de Surjoux-Lhopital al fusionarse con la comuna de Lhôpital.